# Soulaimane El Bouchqali
Soulaimane El Bouchqali (en arabe : سليمان البوشفالي), né le 2 février 2003 à Marrakech (Maroc), est un footballeur marocain qui joue au poste de milieu de terrain à l'AS FAR.

## Biographie

### En club
Soulaimane El Bouchqali naît à Marrakech et commence le football au KAC Marrakech dans sa ville natale. En 2020, il intègre le centre de formation de l'AS FAR.
Le 14 septembre 2022, il dispute ses premières minutes dans le cadre d'un match de championnat contre l'US Touarga, remplaçant Ahmed Hammoudan à la 75e minute (victoire, 0-1). Le 12 avril 2023, durant la même saison, il reçoit sa première titularisation contre l'Al-Ittihad Club à l'occasion d'un match de la Coupe arabe des clubs champions (défaite, 3-1). En fin de saison, il remporte le championnat avec son club.
Le 9 août 2023, il est prêté durant une saison à la JS Soualem. Il y dispute 18 matchs, délivrant deux passes décisives au cours de la saison 2023-2024.

## Palmarès

### En club
AS FAR
- Botola Pro :
  - Champion : 2023.